# Цамбагарав
Цамбагарав — горный массив, относящийся к системе Монгольского Алтая. Расположен в аймаке Баян-Улгий на западе Монголии.
Наивысшая точка — вершина Цаст, достигает 4208 м над уровнем моря. Снеговая линия проходит на высоте 3700-3800 м.
У подножий горы Цамбагарав, живут в основном монголы-олеты, потомки джунгарских племен.